# 발달장애인평생교육센터
발달장애인평생교육센터는 학령기 이후 계속 교육을 받고자 하는 성인 발달장애인을 대상으로 개인의 특성을 고려하여, 개별 욕구에 맞는 서비스를 교육 프로그램 등에 포함하여 제공함으로써, 발달장애인의 권리 증진을 도모하고, 직업능력 향상 및 사회적응 교육 등을 제공할 목적으로 설치된 지자체 지정·위탁 기관이다.
- 목표 : 학령기 이후 계속 교육을 받고자 하는 성인 발달장애인을 위해 직업능력 향상과 사회적응 교육 등을 제공하는 평생교육센터 설치ㆍ운영
- 이용대상 : 학령기 이후(18세 이상) 발달장애인
- 입학정원 : 센터당 30명 이상, 학업기간 5년
- 운영인력 : 센터당 12명(센터장1, 교사10, 사무원1) 교사인력 : 학생 3명당 교사 1명 이상
- 규모 : 센터당 전용면적 500㎡ 이상 (수업실 당 학생 6명이하 권고)
- 운영방법 : 자치구 공모 (재정부담 비율, 인접시설 활용도, 발달장애인 수 등 고려)

## 종사자 자격 요건
| 직급     | 자격요건 |
| -------- | --- |
| 센터장   | ① 특수교사, 평생교육사, 사회복지사, 재활사(언어재활사, 장애인재활상담사, 작업치료사) 중 하나 이상의 자격증을 취득한 후 최소 10년 이상 사회복지·특수교육 관련 분야에서 경력을 가진 자 ② 국가 또는 지방직 공무원 6급 이상 공무원으로 사회복지 분야에서 8년 이상 재직하고, 장애인 분야에서 3년 이상 재직한 경력이 있는 자                                                                                 |
| 팀장     | ① 특수교사, 평생교육사, 사회복지사, 재활사(언어재활사, 장애인재활상담사, 작업치료사) 중 하나 이상의 자격증을 취득한 후 최소 5년 이상 발달장애인 관련 분야에서 경력을 가진 자 ② 특수교사 또는 평생교육사 중 하나 이상의 자격증을 취득하고, 사회복지사, 재활사(언어재활사, 장애인재활상담사, 작업치료사) 중 하나 이상의 자격증을 취득한 자로 최소 3년 이상 발달장애인 관련 분야에서 경력을 가진 자       |
| 선임교사 | ① 특수교사, 평생교육사, 사회복지사, 재활사(언어재활사, 장애인재활상담사, 작업치료사) 중 하나 이상의 자격증을 취득한 후 최소 2년 이상 발달장애인 관련 분야에서 경력을 가진 자 ② 특수교사, 평생교육사, 사회복지사, 재활사(언어재활사, 장애인재활상담사, 작업치료사) 중 하나 이상의 자격증을 취득한 후 최소 1년 이상 발달장애인 관련 분야에서 경력을 가지고 발달장애인 평생교육과 관련된 교육을 이수한 자 |
| 교사     | ① 특수교사, 평생교육사, 사회복지사, 재활사(언어재활사, 장애인재활상담사, 작업치료사) 중 하나 이상의 자격증을 취득한 후 최소 1년 이상 발달장애인 관련 분야에서 경력을 가진 자 ② 특수교사, 평생교육사, 사회복지사, 재활사(언어재활사, 장애인재활상담사, 작업치료사) 중 하나 이상의 자격증을 취득한 자 (단, 임용 후 1년 이내에 발달장애인과 관련된 교육을 이수하여야 함)                                  |
| 행정직원 | ① 특수교사, 평생교육사, 사회복지사, 재활사(언어재활사, 장애인재활상담사, 작업치료사) 중 하나 이상의 자격증을 취득 한 자 ② 행정업무와 관련된 과목 혹은 경영학, 경제학, 행정학, 회계학 등을 전공한 자 ③ 회계관련 자격증을 갖춘 자 또는 회계업무 실무경력이 있는 자 |

## 설치 현황
| 연번 | 위 치                                       | 운영법인                                   |
| ---- | ------------------------------------------- | ------------------------------------------ |
| 1    | 노원구 동일로 250길 44-47                   | (사)디티에스행복들고나                     |
| 2    | 은평구 연서로 528(진관동 219-3)             | (사)서울장애인부모연대                     |
| 3    | 동작구 사당로 253-3 유창빌딩 1층            | (사)서울장애인부모연대                     |
| 4    | 마포구 신촌로 26길 10, 3층                  | (사)서울장애인부모연대                     |
| 5    | 성동구 성수이로 144, EM빌딩 5층             | (사)서울장애인부모연대                     |
| 6    | 관악구 신림로 158, 4,5층                    | (사)서울장애인부모연대                     |
| 7    | 도봉구 마들로 536 도봉통합복지센터 2층      | (사)서울장애인부모연대                     |
| 8    | 강동구 올림픽로 709, 3층                    | (사)서울장애인부모연대                     |
| 9    | 성북구 종암로 18, 3,4층                     | (사)서울장애인부모연대                     |
| 10   | 종로구 종로 17길 8, 2층, 3층                | (사)서울장애인부모연대                     |
| 11   | 양천구 중앙로 181, 지하1층                  | (사복)대한예수회총회(합동축)복지재단       |
| 12   | 광진구 아차산로 390, 제일빌딩 3~4층         | (재)대한예수교장로회(고신)총회 유지재단    |
| 13   | 강북구 도봉로 388, 6~7층                    | (사복)대한불교조계종 사회복지재단          |
| 14   | 중랑구 동일로 759, 4~5층                    | (사복)성민                                 |
| 15   | 송파구 동남로28길 40, 4층                   | (사복)밀알복지재단                         |
| 16   | 서대문구 증가로4길, 63-17                   | (사복)기독교 대한성결교회 사회사업유지재단 |
| 17   | 강남구 광평로 60길 22, 4층                  | (사복)밀알복지재단                         |
| 18   | 구로구 안양천로 552                         | (사)서울장애인부모연대                     |
| 19   | 영등포구 영등포로 146(당산동1가)            | (사)서울장애인부모연대                     |
| 20   | 금천구 시흥대로 73길 30                     | (사복)상금                                 |
| 21   | 강서구 마곡동로 3길 6, 4층(전층)/마곡NY타워 | (사복)성요한복지회                         |
| 22   | 동대문구 청계천로 521                       | (사복)성민                                 |
| 23   | 서초구 서초대로 129                         | (사복)하트하트재단                         |
| 24   | 용산구 백범로 329                           | (사복)온누리복지재단                       |
| 25   | 중구 서소문로 6길 16 7층                    | (사복)조계종사회복지재단                   |

## 운영 현황

### 인력
양인숙 등의 설문조사 결과에 따르면, 센터의 평균 선임교사 수는 5.67명이었으며, 교사는 4.13명, 회계직은 0.93명으로 나타났다. 직원의 주요 직종은 사회복지사가 7.86명으로 가장 많았으며, 특수교사 1.8명, 평생교육사 1.13명, 장애인재활상담사 0.6명 순서로 나타났다. 보조인력은 보람일자리 2.06명, 뉴딜일자리 0.44명, 사회복무요원 0.31명, 복지일자리 0.25명 순서로 나타났으며, 하루평균 보조인력은 1.88명으로 나타났다.

### 클라이언트
이용자의 성별은 평균 남자 이용자 19.33명으로 여자 이용자(평균 9.07명)보다 높은 것으로 나타났다. 연령은 20~24세(평균 15.57명)의 이용자가 가장 많았으며, 25~29세 8명, 30~34세 2.43명, 35~39세 1.29명, 40세 이상 1.29명, 20세 미만 0.07명 순서로 나타났다. 장애유형은 지적장애 이용자(평균 16.43명)가 가장 많았으며, 자폐성장애(평균 9.36명)가 두 번째로 많았다. 최종학력은 고등학교 졸업 이용자(평균 25.25명)가 가장 많았으며, 대학교 졸업이용자는 1.54명으로 나타났다. 최종학교 형태는 특수학교 졸업 이용자 평균이 19명으로 가장 많았으며, 특수학급은 2.09명, 통합학급 0.09명 순서로 나타났다. 이용자의 의사소통 수준에서는 무발화 평균이 12.64명으로 가장 많았으며, 단어 또는 짧은 문장 수준발화 평균이 9.57명, 일상적 대화가능 6.86명 순서로 나타났다. 지원의 필요정도는 등하원시 지원필요 이용자 평균이 21.62명으로 가장 많았으며, 도전적 행동지원이 필요한 이용자 평균 8.92명의 순서로 나타났다.

### 교육 운영시간과 시수
센터 교육 운영시간은 10:00~16:00가 8개소(50.0%)로 가장 많았으며, 1교과 평균시간은 45분이 11개소(68.7%)로 가장 높게 나타났다. 1일 평균 수업시수는 11개소(68.7%)가 5교시로 운영하고 있으며, 그 외 기관은 각기 다른 시수로 운영하고 있다. 종사자가 적절하다고 인식하는 1교과 평균시간은 30분 이상 60분 미만이 140명(79.1%)으로 가장 많았으며, 60분 이상이 32명(18.1%), 10분 이상 30분 미만이 5명(2.8%) 순서로 나타났다. 적절한 1일 평균 수업시수 설문에는 5~6시수 응답자가 85명(49.7%)으로 가장 많았으며, 3~4시수로 응답한 수는 71명(41.5%), 1~2시수는 15명(8.8%) 순서로 나타났다. 1교과 평균시간 45분으로 운영하는 기관이 가장 많게 나타났고 종사자의 인식도 또한 30~60분이 가장 적절하다고 응답하였다.

### 교육목표
센터의 교육목표 1순위로는 일상생활 역량강화가 90명(50.0%)으로 가장 많았으며, 그 다음으로는 의미 있는 낮 활동 29명(16.1%), 지역사회참여 21명(11.7%) 등의 순서로 나타났다. 2순위로는 지역사회참여가 59명(33.1%), 그 다음으로는 사회적 관계망 형성 및 확대가 27명(15.2%), 의미 있는 낮활동 26명(14.6%) 등의 순서로 나타났다.

## 사건사고

### 2018년 발달장애인평생교육센터 폭행 사건
2018년 말, 노원발달장애인평생교육센터에서 근무하는 교사 2명이 이용하는 발달장애인을 폭행하는 사건이 발생하였다. 센터 내 심리안정실에서 A씨를 번갈아 폭행하는 등 여러 차례 폭력을 행사한 것으로 알려졌으며, 해당 센터에서는 센터장 명의의 사과문과 입장문을 올렸다.